# BMW M47
Il BMW M47 è un gruppo di motori diesel per uso automobilistico prodotti dal 1999 al 2007 dalla casa automobilistica tedesca BMW.

## Storia ed evoluzione

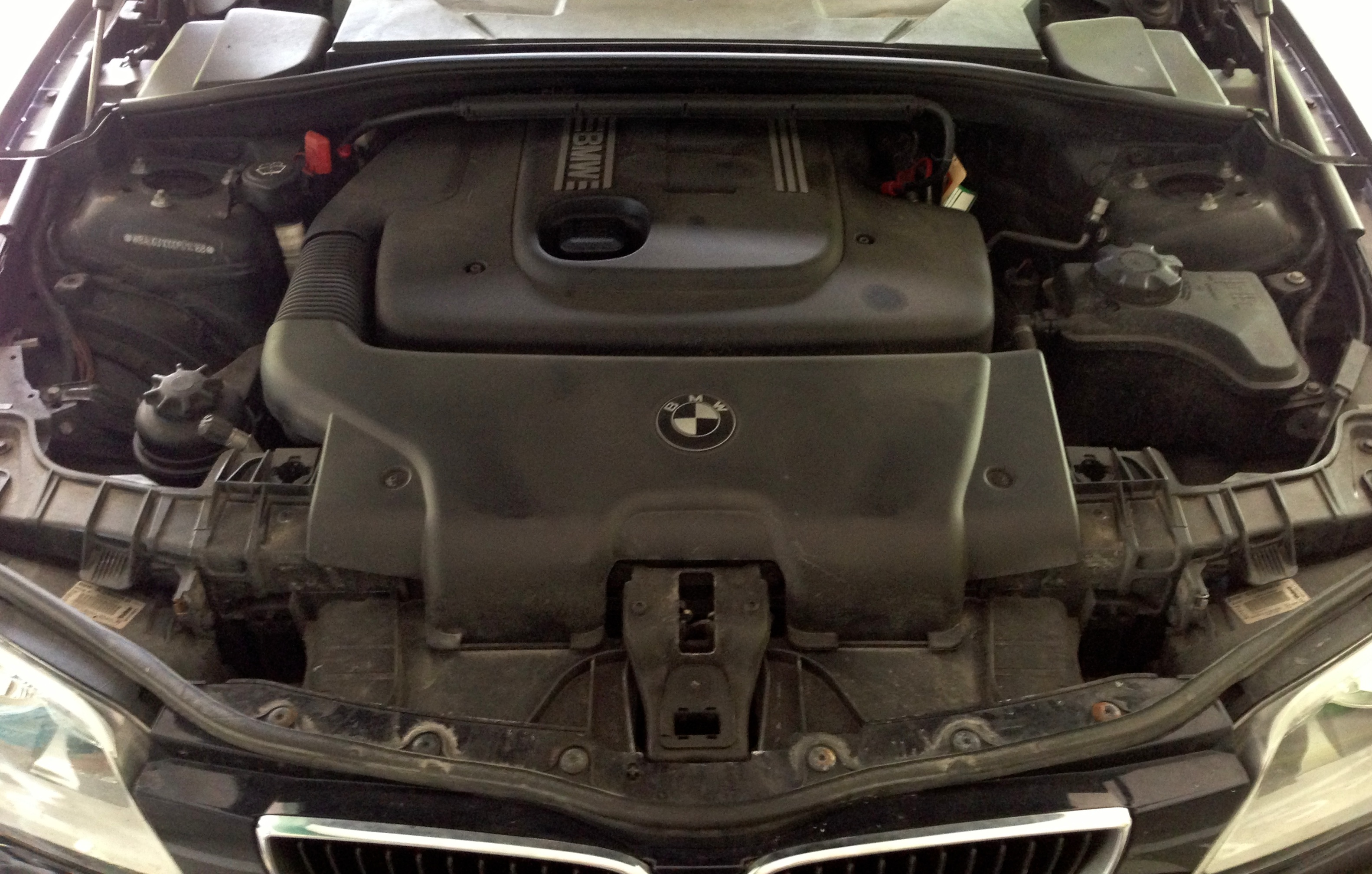
Un motore BMW M47 montato su una BMW E87

Nato per sostituire l'unità M41 da 1.7 litri utilizzata durante la seconda metà degli anni novanta, il gruppo di motori M47 nasce sulla base dei motori a benzina della famiglia M43, dei quali conserva la misura dell'alesaggio, che rimane a 84 mm, ed ha introdotto via via sempre più numerosi aggiornamenti ed innovazioni di gran peso, allo scopo di incrementarne l'efficienza.
Si tratta di un motore con blocco in ghisa, ha le canne dei cilindri non estraibili e 16 valvole.
Si sono avute quindi diverse evoluzioni e varianti motoristiche. In generale, è possibile comunque individuare delle caratteristiche tecniche di rilievo comuni a tutte le versioni di M47:
- architettura a 4 cilindri in linea;
- distribuzione a doppio albero a camme in testa;
- 4 valvole per cilindro.

Di seguito, invece, vengono descritte le caratteristiche tecniche che differenziano tra loro le varie versioni di motori M47.

### M47D20
In ordine cronologico, questa è la prima versione appartenente alla famiglia M47 ad essere prodotta. Debuttò nel 1999 ed era caratterizzata da misure di alesaggio e corsa di 84x88 mm, con una cilindrata totale di 1951 cm³. L'alimentazione era ad iniezione diretta.
Tale propulsore è stato prodotto in due versioni: la meno potente era sovralimentata mediante un turbocompressore convenzionale dotato di intercooler. La potenza massima era di 116 CV a 4000 giri/min, mentre la coppia massima era di 265 Nm a 1750 giri/min.
Venne montato su:
- BMW 318d (1999-01);
- Rover 75 CDT (1999-02)
- Land Rover Freelander Td4 M.Y. '00

Il marchio Rover, infatti, era all'epoca di proprietà della BMW stessa, prima di essere nuovamente ceduto e di scivolare inevitabilmente verso il fallimento.
La versione più potente di questo propulsore era invece sovralimentata mediante una turbina a geometria variabile dotata di intercooler. Grazie ad essa la potenza crebbe fino a 136 CV a 4000 giri/min, con un picco di coppia massima pari a 280 N·m a 1750 giri/min.
Tale propulsore venne montato su:
- BMW 320d E46 (1999-01);
- BMW 520d E39 (2000-03);
- Rover 75 CDTi (2002-05)

### M47TUD20
Questa versione è un'evoluzione della precedente, a partire dalla quale venne ulteriormente allungata la corsa (da 88 a 90 mm), con un aumento della cilindrata da 1951 a 1995 cc. Inoltre, venne abbandonata la soluzione della convenzionale alimentazione a pompa rotativa, in favore della più moderna tecnologia common-rail. Rispetto al motore M47D20, poi, vennero montati lateralmente al basamento due contralberi di bilanciamento per ridurre le vibrazioni. Anche tale versione fu proposta in due varianti, differenti tra loro per la presenza di una turbina convenzionale o a geometria variabile.
Nel caso della versione a turbina convenzionale, la potenza massima era di 116 CV a 4000 giri/min, come nel caso della corrispondente unità M47TUD20 vista in precedenza, ma la coppia massima saliva da 265 a 280 N·m a 1750 giri/min. Questa unità motrice è stata montata unicamente sulla BMW 318d E46, prodotta tra il 2001 ed il 2005.
La versione con turbina a geometria variabile, invece, disponeva di una potenza massima di 150 CV a 4000 giri/min, mentre la coppia massima raggiungeva i 330 N·m tra i 2000 ed i 2500 giri/min. Questa versione venne montata su:
- BMW 320d E46 (2001-05);
- BMW 320Cd E46 (2003-06);
- BMW 320td Compact E46 (2001-04);
- BMW X3 2.0d E83 (2004-07).

### M47TU2D20
Questo motore è stato lanciato nel 2004 come evoluzione dell'unità M47TUD20. È disponibile anche in questo caso in due livelli di potenza. Rispetto alle versioni precedenti, i valori di potenza massima salgono a 122 ed a 163 CV, entrambi a 4000 giri/min, mentre quelli di coppia massima raggiungono rispettivamente i 280 N·m a 2000 giri/min ed i 340 N·m tra i 2000 ed i 2750 giri/min.
La versione meno potente è stata montata su:
- BMW 118d E87 (2004-07);
- BMW 318d E90/E91 (2005-07).

La versione più potente è stata invece montata su:
- BMW 120d E87 (2004-07);
- BMW 320d E90/E91 (2005-07);
- BMW 520d E60/E61 (2005-07).

Dal 2006 viene anche prodotto con il filtro antiparticolato disponibile come optional senza variazioni di coppia e potenza. Questa versione è stata sostituita durante la seconda metà del 2007 dai nuovi motori N47.

## Tabella riepilogativa
| Variante  | Potenza CV/rpm | Coppia Nm/rpm  | Applicazioni              | Anni di produzione |
| --------- | -------------- | -------------- | ------------------------- | ------------------ |
| M47D20    | 116/4000       | 265/1750       | BMW 318d E46              | 1999-2003          |
| M47D20    | 116/4000       | 265/1750       | Rover 75 CDT              | 1999-2002          |
| M47D20    | 116/4000       | 265/1750       | Land Rover Freelander Td4 | 2001-2005          |
| M47D20    | 131/4000       | 280/1750       | Rover 75 CDTi             | 2002-2005          |
| M47D20    | 136/4000       | 280/1750       | BMW 320d E46              | 1999-2001          |
| M47D20    | 136/4000       | 280/1750       | BMW 520d E39              | 2000-2003          |
| M47TÜD20  | 116/4000       | 280/1750       | BMW 318d E46              | 2001-2005          |
| M47TÜD20  | 150/4000       | 330/ 2000-2500 | BMW 320d E46              | 2001-2005          |
| M47TÜD20  | 150/4000       | 330/ 2000-2500 | BMW 320Cd E46             | 2003-2006          |
| M47TÜD20  | 150/4000       | 330/ 2000-2500 | BMW 320td Compact E46     | 2001-2004          |
| M47TÜD20  | 150/4000       | 330/ 2000-2500 | BMW X3 2.0d E83           | 2004-2007          |
| M47TÜ2D20 | 122/4000       | 280/2000       | BMW 118d E87              | 2004-2007          |
| M47TÜ2D20 | 122/4000       | 280/2000       | BMW 318d E90/E91          | 2005-2007          |
| M47TÜ2D20 | 163/4000       | 340/ 2000-2750 | BMW 120d E87              | 2004-2007          |
| M47TÜ2D20 | 163/4000       | 340/ 2000-2750 | BMW 320d E90/E91          | 2005-2007          |
| M47TÜ2D20 | 163/4000       | 340/ 2000-2750 | BMW 520d E60/E61          | 2005-2007          |